# Universo

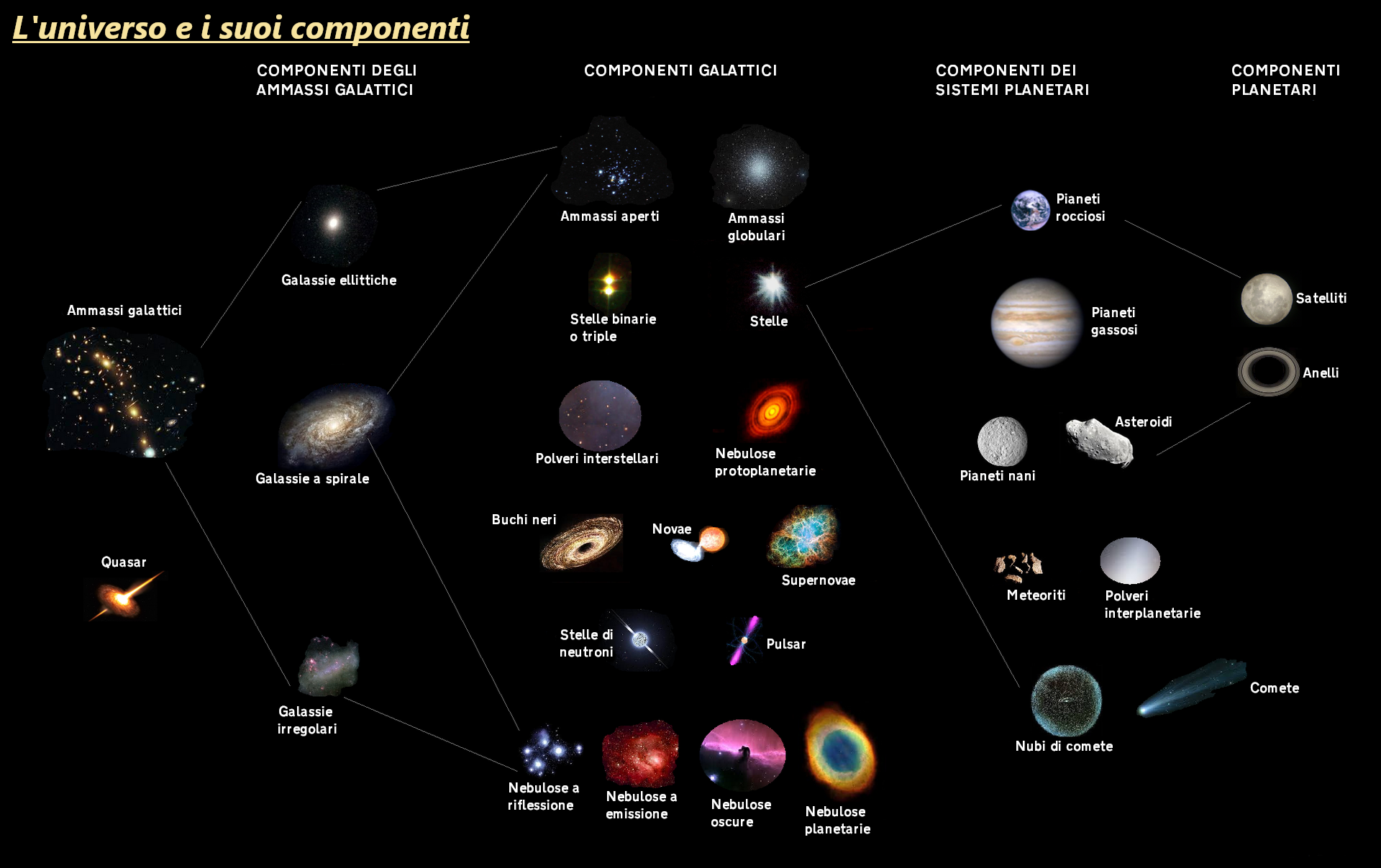
L'universo e i suoi componenti

L'universo è comunemente definito come l'insieme di tutto lo spazio e di tutto ciò che contiene, ossia la materia e l'energia, comprendenti pianeti, stelle, galassie e il contenuto dello spazio intergalattico.
L'osservazione scientifica dell'universo, la cui parte osservabile ha un diametro di circa 93 miliardi di anni luce, suggerisce che esso sia stato governato dalle stesse leggi e costanti fisiche per la maggior parte della sua storia e in tutta la sua "estensione" osservabile. La teoria del Big Bang è il più accreditato modello cosmologico che descrive l’inizio della sua espansione; si calcola che tale evento sia avvenuto circa 13,8 miliardi di anni fa.
Osservazioni di supernove hanno dimostrato che l'Universo, almeno nella sua zona osservabile, sembra espandersi a un ritmo crescente, e una serie di modelli sono sorti per prevederne il destino finale. I fisici sono incerti su che cosa abbia preceduto il Big Bang; molti si rifiutano di speculare, dubitando che si potranno mai trovare informazioni relative allo stato originario. Alcuni propongono modelli di universo ciclico, altri descrivono uno stato iniziale senza confini, da cui è emerso e si è espanso lo spaziotempo al momento del Big Bang. Esistono anche speculazioni teoriche che ipotizzano che il nostro universo sia solo uno tra i molti che possono esistere; si parla in questo caso di teoria del Multiverso.

## Etimologia e uso del termine
Il termine universo deriva dal latino universus (tutto, intero) parola composta da unus («uno») e versus («volto», «avvolto», part. pass. di vertere). La parola latina fu usata spesso da Cicerone e tardi autori latini con il senso posseduto oggi in italiano.
La contrazione poetica Unvorsum, da cui deriva universus, fu usata per la prima volta da Tito Lucrezio Caro nel Libro IV (capoverso 262) del suo De rerum natura ("Sulla natura delle cose"). Secondo una particolare interpretazione, essa significherebbe "tutto ciò che ruota come uno" o "tutto ciò che viene ruotato da uno". In questo senso, essa può essere considerata come una traduzione da un'antica parola greca per l'universo, περιφορά (periforá, "circumambulazione", parola originariamente usata per descrivere il percorso del cibo, che veniva servito lungo la cerchia dei commensali). περιφορά si riferiva a uno dei primi modelli greci dell'universo, quello delle sfere celesti, che secondo Aristotele erano messe in moto, per l'appunto, da un unico "essere", il cosiddetto "Primo Motore" che lo trasmetteva al "Primo Mobile".
Un altro termine per "universo" nell'Antica Grecia era τὸ πᾶν (tò pán, cioè «il Tutto», la totalità macrocosmica che dà anche il nome al dio Pan, da cui derivano panismo e panteismo). Termini correlati erano materia (τὸ ὅλον, tò hólon) e luogo (τὸ κενόν, tò kenón). Altri sinonimi per universo tra i filosofi dell'antica Grecia includevano κόσμος (cosmo) e φύσις (significante Natura, e da cui deriva la parola "fisica"). Si ritrovano gli stessi sinonimi tra gli autori latini (totum, mundus, natura) e infine nel linguaggio moderno, ad esempio nelle parole tedesche Das All, Weltall, e Natur, oltre che, naturalmente, in italiano.
Nel corso del tempo, il termine ha assunto connotazioni più scientifiche. A partire dalla
rivoluzione scientifica, con figure come Galileo Galilei, Giovanni Keplero e
Isaac Newton, l’universo è stato concepito come un insieme governato da leggi
universali, nel quale spazio, tempo, materia ed energia sono collegati in un quadro
quantitativo e predictive.
Nella cosmologia contemporanea, il termine designa non solo la totalità degli oggetti fisici osservabili (come pianeti, stelle, galassie e materia oscura), ma anche le entità fondamentali che lo costituiscono e lo rendono intelligibile: lo spazio-tempo stesso e le leggi fisiche che ne regolano l’evoluzione.

## Concettualizzazioni dell’universo

### Definizioni filosofiche e ontologiche
Nel De divisione naturae (o Periphyseon), il filosofo e teologo Giovanni Scoto Eriugena propone una visione radicalmente ampia dell'universo. All'inizio dell’opera, afferma: «Natura è dunque il nome generale di tutte le cose che sono e di tutte quelle che non sono». In questa visione, l’universo comprende tutto, sia ciò che è stato creato sia ciò che non lo è. È una definizione che abbraccia tutta la realtà, senza esclusioni.

### Universo come realtà: approcci filosofici, scientifici e teologici
La definizione dell’universo come “realtà” si colloca all’incrocio tra scienza, filosofia e teologia.
In ambito filosofico, l’universo viene tradizionalmente considerato come la totalità di tutto ciò che esiste: spazio, tempo, materia ed energia. Fin dall’antichità, pensatori come Aristotele lo concepivano come un sistema ordinato e intelligibile, governato da principi razionali. Questo approccio si è evoluto nel tempo, fino ad arrivare alle posizioni contemporanee che discutono, ad esempio, tra realismo scientifico e costruttivismo riguardo alla natura ultima della realtà.
Dal punto di vista scientifico, l’universo è studiato attraverso modelli fisici e matematici che cercano di descriverne l’origine e la struttura, come la teoria del Big Bang e la relatività generale. Tuttavia, la scienza moderna distingue chiaramente tra universo osservabile — cioè ciò che possiamo misurare e analizzare con strumenti e teorie — e una realtà più ampia che potrebbe estendersi oltre i limiti dell’osservazione attuale.
La teologia, infine, propone un’interpretazione dell’universo come frutto di un atto creatore. Nelle tradizioni giudaico-cristiane, ad esempio, l’universo viene inteso come “creato dal nulla” (*ex nihilo*) da un essere trascendente, dotato di intenzionalità e intelletto. Questo punto di vista introduce una dimensione metafisica che si affianca ma non si sovrappone alla descrizione scientifica, ponendo questioni sull’origine, il fine e il significato del cosmo.
Queste prospettive, pur diverse nei metodi e negli obiettivi, mostrano come il concetto di universo si arricchisca e si trasformi in base agli strumenti cognitivi e culturali con cui viene affrontato.

## Universo nella scienza moderna

### Universo come spazio-tempo
L’Universo può essere definito come un continuo spazio-temporale, ovvero l’insieme delle dimensioni di spazio e tempo intimamente connesse, entro cui si svolgono tutti i fenomeni fisici. Questa definizione trova fondamento nella teoria della relatività generale di Albert Einstein, la quale descrive lo spazio-tempo non come entità separate, ma come un’unica struttura deformabile dalla presenza di massa ed energia. Tali deformazioni si manifestano come gli effetti gravitazionali che percepiamo quotidianamente.
Secondo questo modello, l’Universo non è semplicemente la somma di uno spazio tridimensionale e di un tempo unidimensionale, ma una realtà unificata e interdipendente. Gli eventi non sono infatti determinati solo dalla loro posizione nello spazio (altezza, lunghezza e profondità), ma anche dalla loro collocazione nel tempo. Per descrivere accuratamente la realtà fisica, è dunque indispensabile considerare simultaneamente le quattro dimensioni.
Questa visione dello spazio-tempo unificato ha ricevuto conferme importanti da osservazioni cosmologiche. Tra queste vi sono la radiazione cosmica di fondo e la scoperta dell’espansione accelerata dell’Universo, fenomeni che risultano comprensibili soltanto se si ammette che lo spazio-tempo sia una struttura dinamica, influenzata dalla presenza di materia oscura, energia oscura e campi gravitazionali.

### Universo come realtà osservabile
L’universo osservabile rappresenta quella porzione dell’universo totale che possiamo esplorare direttamente attraverso la luce e altri segnali elettromagnetici che hanno raggiunto la Terra in un intervallo di tempo finito. Tale regione è delimitata da due fattori fondamentali: la velocità della luce e il tempo trascorso dall’inizio dell’espansione cosmica, stimato in circa 13,8 miliardi di anni.
Tuttavia, a causa dell’espansione dello spazio stesso, il diametro dell’universo osservabile è oggi valutato attorno ai 93 miliardi di anni luce. Questo significa che possiamo osservare oggetti la cui luce è partita molto tempo fa, quando si trovavano molto più vicini, ma che oggi si trovano a distanze molto maggiori a causa dell’espansione dell’universo.
Questa concezione si basa sul modello cosmologico standard, secondo cui l’universo non è statico, bensì in continua espansione. Tale espansione ci consente di osservare galassie e altre strutture cosmiche in differenti fasi evolutive. Ciononostante, dobbiamo riconoscere un limite invalicabile: oltre il cosiddetto orizzonte cosmologico, non è possibile ottenere informazioni dirette, anche se si ritiene plausibile che vi siano materia ed energia che esistono al di là di ciò che possiamo vedere o misurare.

#### Dimensioni, età, contenuti, struttura e leggi

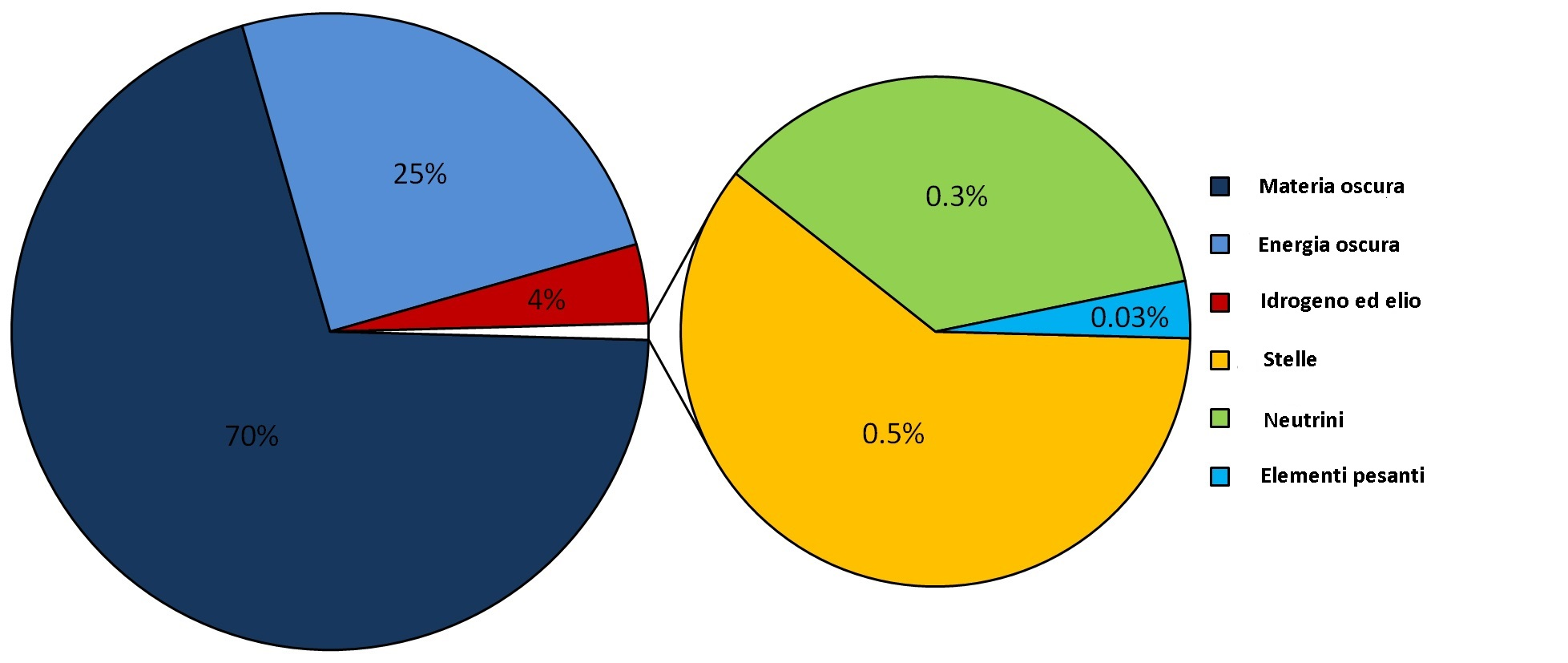
Si crede che l'universo sia per lo più composto da energia oscura e materia oscura, entrambe al momento poco conosciute. La materia ordinaria costituisce meno del 5% dell'Universo.

La regione dell'Universo visibile dalla Terra (l'universo osservabile) è una sfera con un raggio di circa 46 miliardi di anni luce. Per confronto, il diametro di una galassia tipica è di 30.000 anni luce, e la distanza tipica tra due galassie vicine è invece di 3 milioni di anni-luce. Ad esempio, la Via Lattea ha un diametro di circa 100.000 anni luce, e la galassia più vicina a noi, Andromeda, si trova approssimativamente a 2,5 milioni di anni luce da noi.
Ci sono probabilmente più di 100 miliardi (1011) di galassie nell'universo osservabile, Le galassie tipiche vanno dalle galassie nane con un minimo di dieci milioni (107) di stelle fino alle galassie giganti con mille miliardi (1012) di stelle, le quali orbitano tutte attorno al centro di massa della loro galassia. Uno studio del 2010 stima il numero di stelle dell'universo osservabile in 300.000 trilioni (3×1023), mentre uno studio del 2016 ipotizza che il numero totale di galassie nell'universo osservabile, comprese quelle troppo piccole per essere rilevate dagli attuali telescopi, sia di 2000 miliardi (2x1012).
La materia osservabile è distribuita in maniera omogenea (uniformemente) in tutto l'universo, in media su distanze di più di 300 milioni di anni luce. Tuttavia, su piccole scale di lunghezza, la materia si dispone in "grumi", raggruppandosi gerarchicamente: una gran quantità di atomi è presente nelle stelle, la maggior parte delle stelle si raggruppa in galassie, la maggior parte delle galassie in ammassi, superammassi di galassie e, infine, si hanno strutture a larga scala come la Grande muraglia. La materia osservabile dell'Universo è inoltre diffusa isotropicamente, il che significa che ogni regione del cielo ha all'incirca lo stesso contenuto.
L'universo è inoltre immerso in una radiazione a microonde altamente isotropica, che corrisponde ad un equilibrio termico con spettro di corpo nero di circa 2,725 kelvin. L'ipotesi secondo cui l'Universo sia omogeneo e isotropo su grandi scale è nota come principio cosmologico, che è supportato da osservazioni astronomiche.
L'attuale densità globale dell'universo è molto bassa, circa 9,9 × 10−30 grammi per centimetro cubo. Questa massa-energia sembra essere formata per il 68,3% da energia oscura, il 26,8% da materia oscura fredda e il 4,9% da materia ordinaria. La densità in atomi è dell'ordine di un singolo atomo di idrogeno per ogni quattro metri cubi di volume.
L'energia oscura è una forma sconosciuta di energia che permea l'universo e che sembra essere responsabile dell'espansione accelerata dello spazio. Nonostante la sua natura rimanga misteriosa, le osservazioni indicano chiaramente che essa costituisce la forza dominante che guida l'accelerazione cosmica.
La stima più precisa dell'età dell'universo è di 13,787 ± 0,020 miliardi di anni, calcolata sulla base delle osservazioni della radiazione cosmica di fondo condotte con la sonda PLANCK. Stime indipendenti (sulla base di misurazioni come la datazione radioattiva) convergono anch'esse su 13-15 miliardi di anni.
L'universo non è stato lo stesso in ogni momento della sua storia; ad esempio, le popolazioni relative dei quasar e delle galassie sono cambiate e lo spazio stesso si è espanso. Questa espansione spiega come sulla Terra si possa osservare la luce proveniente da una galassia lontana 30 miliardi di anni luce, anche se la luce ha viaggiato per 13 miliardi di anni: lo spazio si è ampliato. Questa espansione è coerente con l'osservazione che la luce proveniente da galassie lontane ha subito lo spostamento verso il rosso: la lunghezza d'onda dei fotoni emessi è stata "stirata" e dunque aumentata, con un conseguente abbassamento della loro frequenza, durante il loro viaggio. Sulla base di studi di supernovae di tipo Ia, corroborati anche da altri dati, il tasso di questa espansione spaziale è in accelerazione.
Le frazioni relative di diversi elementi chimici - in particolare degli atomi più leggeri, come idrogeno, deuterio e elio - sembrano identiche in tutto l'universo e in tutta la sua storia osservabile.
L'universo sembra avere molta più materia che antimateria, un'asimmetria forse correlata alle osservazioni in merito alla violazione di CP. L'universo sembra non avere nessuna carica elettrica netta, e quindi la gravità sembra essere l'interazione dominante su scale di lunghezza cosmologica. L'universo sembra non avere né un momento né un momento angolare netti. L'assenza di carica e quantità di moto nette sarebbe conseguenza di accettate leggi fisiche (la Legge di Gauss e la non-divergenza dello pseudotensore stress-energia-momento) se l'universo fosse finito.

Le particelle elementari di cui è costituito l'universo. Sei leptoni e sei quark fondano la maggior parte della materia; ad esempio, i protoni e i neutroni dei nuclei atomici sono composti da quark, e l'onnipresente elettrone è un leptone. Queste particelle interagiscono tramite bosoni di Gauge, mostrati nella fila centrale, ciascuno corrispondente ad un particolare tipo di simmetria di gauge. Si ritiene che il bosone di Higgs conferisca la massa alle particelle con cui interagisce. Il gravitone, un ipotizzato bosone di gauge per la gravità, non è stato rappresentato.

L'universo sembra avere un continuum spazio-temporale liscio costituito da tre dimensioni spaziali e da una temporale. In media, le osservazioni sullo spazio tridimensionale suggeriscono che esso sia piatto, cioè abbia curvatura vicina a zero; ciò implica che la geometria euclidea è sperimentalmente vera con elevata precisione per la maggior parte dell'Universo. Lo spaziotempo sembra anche avere una topologia semplicemente connessa, almeno sulla scala di lunghezza dell'universo osservabile. Tuttavia le osservazioni attuali non possono escludere la possibilità che l'universo abbia più dimensioni, e che il suo spazio-tempo possa avere una topologia globale molteplicemente connessa, in analogia con le topologie del cilindro o del toro.
L'universo sembra seguire regolarmente un insieme di leggi e costanti fisiche. Secondo l'attuale Modello standard della fisica, la materia è composta da tre generazioni di leptoni e quark, entrambi fermioni. Queste particelle elementari interagiscono attraverso almeno tre interazioni fondamentali: l'interazione elettrodebole che comprende l'elettromagnetismo e la forza nucleare debole, la forza nucleare forte descritta dalla cromodinamica quantistica e la gravità, che, al momento, è descritta al meglio dalla relatività generale. Le prime due interazioni possono essere descritte da teorie quantistiche rinormalizzate, e sono mediate da bosoni di gauge ciascuno dei quali corrisponde a un particolare tipo di simmetria di gauge.
Una teoria quantistica dei campi rinormalizzata della relatività generale non è ancora stata raggiunta, anche se le varie forme di teoria delle stringhe sembrano promettenti. Si ritiene che la teoria della relatività speciale valga in tutto l'universo, a condizione che le scale di lunghezza spaziali e temporali siano sufficientemente brevi, altrimenti deve essere applicata la più generale teoria della relatività generale. Non esiste una spiegazione per i valori che le costanti della fisica sembrano avere nel nostro universo, come ad esempio quello per la costante di Planck h o per la costante di gravitazione universale G. Sono state identificate diverse leggi di conservazione, come la conservazione della carica, del momento, del momento angolare e dell'energia; in molti casi queste leggi di conservazione possono essere correlate a simmetrie o a identità matematiche.

##### La "regolazione fine"
Sembra che molte delle proprietà dell'Universo abbiano valori speciali: un universo con proprietà solo leggermente differenti non sarebbe in grado di sostenere la vita intelligente. Non tutti gli scienziati concordano sul fatto che l'Universo sia "finemente regolato" (un fine-tuned Universe in inglese).
In particolare, non si sa in quali condizioni la vita intelligente si potrebbe formare e in quali forme. Un'osservazione rilevante in questa discussione è che per un osservatore che esista, e quindi in grado di osservare una regolazione fine, l'Universo deve essere in grado di sostenere la vita intelligente. Pertanto, la probabilità condizionata di osservare un universo messo a punto per sostenere la vita intelligente è sempre 1. Questa osservazione è nota come principio antropico ed è particolarmente importante se la creazione dell'Universo è probabilistica o se esistono universi multipli con proprietà variabili (vedi La teoria del Multiverso).

## La modellizzazione teorica dell'universo

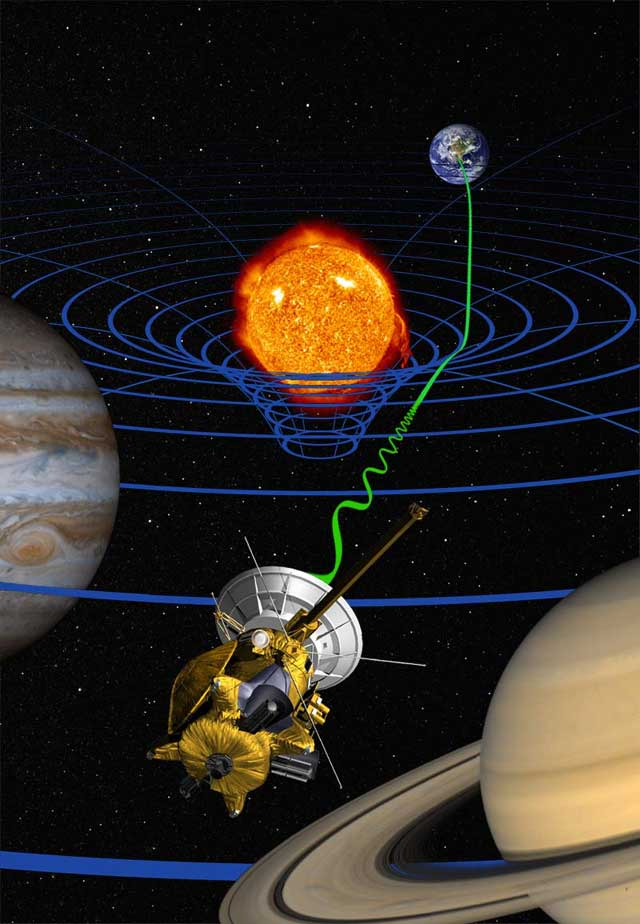
Test ad alta precisione della relatività generale della sonda Cassini (elaborazione artistica): i segnali radio inviati tra la Terra e la sonda (Onda verde) sono ritardate dalla deformazione spaziotemporale (Onde blu) dovute alla massa del Sole.

Delle quattro interazioni fondamentali, l'interazione gravitazionale è la dominante su scala cosmologica e le altre tre sono trascurabili. Dato che materia ed energia gravitano, gli effetti della gravità stessa sono cumulativi; al contrario, gli effetti di cariche positive e negative tendono ad annullarsi, rendendo l'elettromagnetismo relativamente insignificante su scala cosmologica. Le rimanenti due interazioni, la forza nucleare debole e forte si riducono molto rapidamente con la distanza cosicché i loro effetti sono confinati principalmente su scala subatomica.

## Struttura e componenti

### Struttura a grande scala
L’universo su larga scala si organizza in una struttura definita "cosmic web", costituita da un reticolo di galassie, ammassi, superammassi, filamenti e vuoti cosmici.
Le galassie si raggruppano in gruppi (alcune decine di galassie) e in ammassi (centinaia o migliaia), che rappresentano i nodi più densi di tale rete gravitazionale. I superammassi sono aggregazioni di ammassi, come la Laniakea, che contiene la Via Lattea.
I filamenti cosmici sono strutture lineari che collegano gruppi e ammassi. Possono estendersi per decine o centinaia di milioni di parsec e costituiscono le connessioni principali della rete .
Tra i filamenti si trovano i vuoti cosmici, regioni con densità molto bassa (diametri tra 20 e 70 Mpc circa), in cui la formazione di nuove galassie è soppressa a causa della combinazione delle fluttuazioni di densità a diverse scale.
Il reticolo si regge su una impalcatura di materia oscura: le simulazioni cosmologiche indicano che la materia oscura guida la formazione delle strutture, generando le condizioni in cui materia ordinaria e gas si condensano sulle creste di filamenti e nei nodi .
Le più recenti missioni astronomiche, come Euclid dell’ESA, hanno confermato la geometria e l’estensione di questo reticolo. Secondo il primo rilascio dati del 19 marzo 2025, Euclid ha osservato oltre 26 milioni di galassie fino a 10,5 miliardi di anni luce, fornendo dettagli senza precedenti sulla distribuzione su larga scala e l’architettura del cosmic web.
In sintesi, la struttura a grande scala dell’universo può essere descritta come una rete gerarchica: nodi densamente popolati (gruppi e ammassi), collegati da filamenti grovigliati e circondati da vuoti quasi vuoti, tutti supportati dalla presenza di materia oscura.

### Composizione
Secondo il modello cosmologico ΛCDM, basato sulle misure del fondo cosmico a microonde da parte dei satelliti WMAP e Planck Surveyor, l’universo è composto da diverse componenti principali:
- Materia ordinaria (barionica)): rappresenta solo una piccola frazione dell’universo, circa il 4–5 % del suo contenuto energetico. Include atomi, molecole, stelle, pianeti e gas interstellare.[66][67]
- Materia oscura: una forma di massa invisibile che interagisce solo tramite gravità, necessaria per spiegare la formazione delle galassie e la loro stabilità. Costituisce circa il 26–27 % della densità energetica dell’universo.[66][68]
- Energia oscura: una forma di energia a densità uniforme che spinge l’espansione accelerata dell’universo. Rappresenta circa il 68–70 % del contenuto energetico (con stime di ~71,4 % da WMAP e ~68,3 % da Planck).[68][69]
- Radiazione (fotoni, neutrini relativistici): contribuisce in modo trascurabile (< 0,01 %) al contenuto energetico attuale, ma ha avuto un ruolo cruciale nelle prime fasi dell’universo.[70]
- Vuoto quantistico: non una forma separata di energia, ma piuttosto la base fisica che, nella teoria, può dare origine all’energia oscura sotto forma di costante cosmologica. Questa definizione unifica i contributi dalla fisica quantistica nel modello cosmologico.[71]

Le missioni WMAP (2003–2013) e Planck (2009–2013) hanno determinato che l'universo è spazialmente piatto e che la densità totale corrisponde alla "densità critica", confermando il quadro ΛCDM con una precisione dell’ordine dello 0,5 %.
Questa ripartizione compositiva è fondamentale per comprendere l’evoluzione e la struttura dell’universo, dalla formazione delle galassie alla sua espansione accelerata, aprendo le porte a indagini più profonde sulla natura della materia e dell’energia oscura.

## Cosmologia

### Modelli cosmologici
La cosmologia moderna si basa su diversi modelli teorici volti a descrivere la struttura, l’evoluzione e il destino dell’universo. Tra questi, il modello più accreditato e utilizzato è il Modello Lambda-CDM , che integra la costante cosmologica Λ, associata all’energia oscura, con la materia oscura fredda (Cold Dark Matter). Questo modello spiega con successo molte osservazioni, come la radiazione cosmica di fondo, la distribuzione su larga scala delle galassie e l’espansione accelerata dell’universo.
Accanto al ΛCDM, si sono sviluppati modelli alternativi e complementari. I "modelli ciclici" propongono che l’universo attraversi infinite fasi di espansione e contrazione, evitando una singolarità iniziale; un esempio recente è il modello ciclico di Paul Steinhardt e Neil Turok, che tenta di superare alcune limitazioni del Big Bang tradizionale.
La teoria del multiverso rappresenta una prospettiva ancora più speculativa, derivata da alcune interpretazioni della meccanica quantistica e della cosmologia inflazionaria. Essa postula l’esistenza di molteplici universi, ciascuno con costanti fisiche e condizioni iniziali differenti. Questo scenario è utilizzato per spiegare, ad esempio, l’apparente fine-tuning delle costanti fondamentali nell’universo osservabile.
Oltre a questi, esistono numerosi altri modelli e teorie in fase di sviluppo o dibattito, tra cui le cosmologie quantistiche, i modelli basati sulla gravità modificata e altre estensioni della relatività generale, che cercano di spiegare fenomeni non ancora completamente compresi come la natura dell’energia oscura e della materia oscura.

### Evoluzione cosmica: dal Big Bang all’espansione accelerata
L'evoluzione dell'universo inizia con il Big Bang, un evento di estrema densità e temperatura avvenuto circa 13,8 miliardi di anni fa, che ha dato origine allo spazio, al tempo, alla materia e all'energia. Subito dopo il Big Bang, l'universo attraversò una fase di rapida espansione chiamata inflazione cosmica, durante la quale le dimensioni dello spazio crebbero esponenzialmente in frazioni di secondo.
Successivamente, l'universo entrò in un'epoca dominata dalla "radiazione", durante la quale la densità di energia era principalmente sotto forma di fotoni e neutrini. Questo periodo durò fino a circa 47.000 anni dopo il Big Bang, quando la materia cominciò a predominare.
Con la "dominanza della materia", si formarono le prime strutture cosmiche, quali galassie e ammassi, grazie all'azione della gravità che aggregò la materia ordinaria e la materia oscura. L'energia oscura iniziò a dominare solo molto più tardi, circa 5 miliardi di anni fa, causando un'accelerazione nell'espansione dell'universo.
Questi quattro principali periodi evolutivi – inflazione, radiazione, materia ed energia oscura – costituiscono la cornice entro cui si inserisce la storia cosmica moderna, modellata dal Modello Cosmologico Standard (ΛCDM).
L'espansione accelerata osservata è stata confermata da missioni come Planck e WMAP, che hanno misurato con grande precisione la radiazione cosmica di fondo e le fluttuazioni di densità, fondamentali per comprendere l'evoluzione dell'universo e la sua composizione.

#### Big Bang

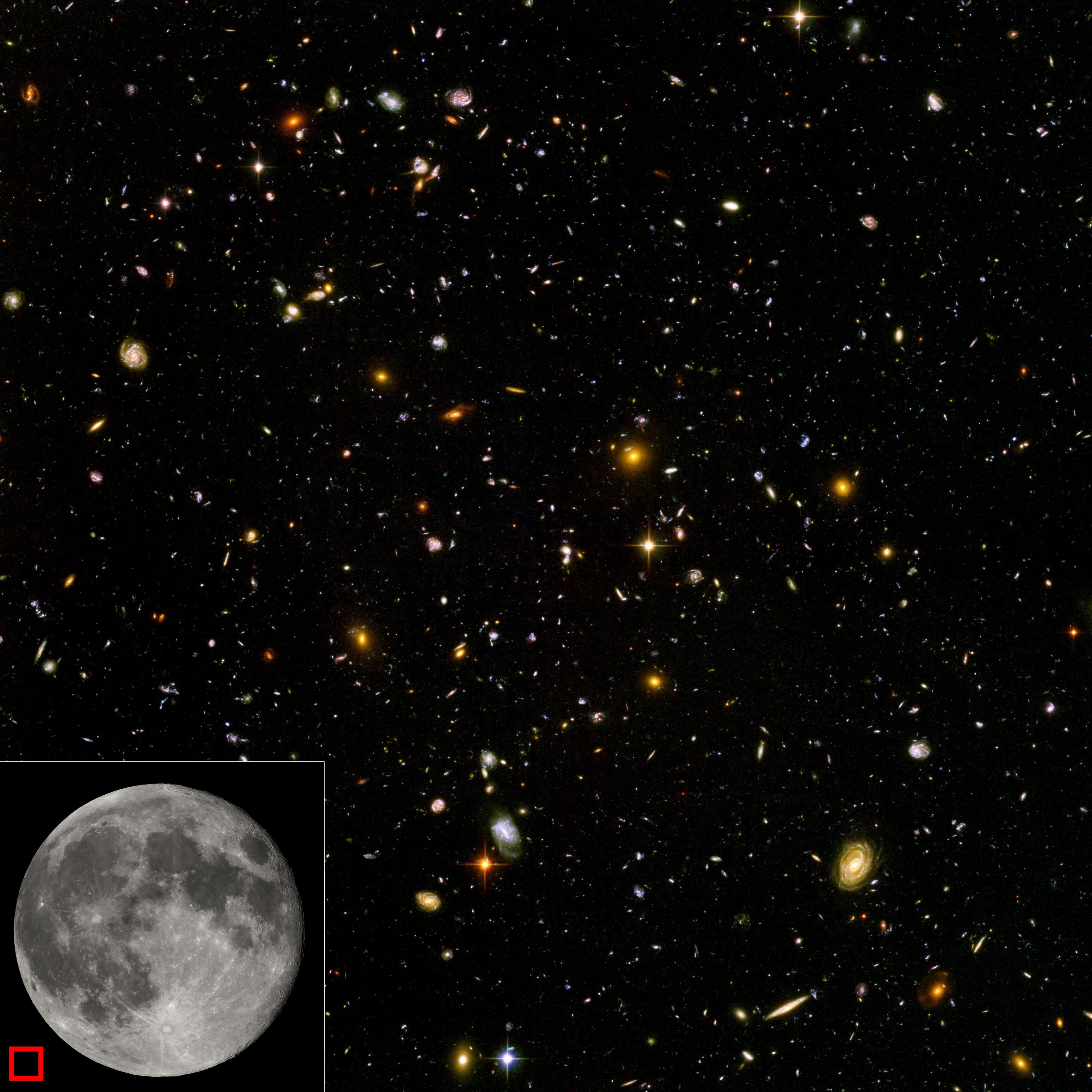
Quest'immagine ad alta risoluzione del Campo ultra profondo di Hubble mostra una gamma diversificata di galassie, ciascuna composta da miliardi di stelle. L'area equivalente di cielo che l'immagine occupa è visualizzata come una casella rossa nell'angolo in basso a sinistra. Le galassie più piccole, le più rosse, circa 100, sono alcune delle galassie più distanti che siano mai state riprese da un telescopio ottico.

Secondo il modello scientifico prevalente dell'universo, il modello del Big Bang, l'universo si è espanso da una fase estremamente calda e densa chiamata era di Planck, in cui era concentrata tutta la materia e l'energia dell'universo osservabile. Dall'epoca di Planck, l'universo si è espanso fino alla sua forma attuale, forse con un breve periodo (meno di 10-32 secondi) di inflazione cosmica.
Diverse misurazioni sperimentali indipendenti supportano questa teoria di espansione metrica dello spazio e, più in generale, la teoria del Big Bang. Osservazioni recenti indicano come questa espansione stia accelerando a causa dell'energia oscura, e come la maggior parte della materia nell'universo potrebbe essere in una forma non rilevabile dagli strumenti attuali, e quindi non conteggiata nei modelli dell'universo, ostacolando le nostre previsioni sul destino ultimo dell'universo. Questa forma di materia è stata denominata materia oscura.
Il 21 marzo 2013 la guida dei team europei di ricerca riguardanti la sonda Planck ha pubblicato la più recente mappa della radiazione cosmica di fondo del cielo. La mappa suggerisce che l'universo sia un po' più vecchio di quanto si credesse. Secondo la mappa, sottili fluttuazioni di temperatura sono state impresse sul cielo profondo quando il cosmo aveva circa 370.000 anni. Tali fluttuazioni riflettono increspature sorte già nei primi 10−30 secondi. A quanto pare, queste increspature hanno dato luogo alla presente vasta struttura di superammassi di galassie e materia oscura. Secondo il team di Planck, l'universo ha circa 13,798 ± 0,037 miliardi di anni di età, ed è costituito per il 4,9% di materia ordinaria, per il 26,8% di materia oscura e per il 68,3% da energia oscura. Inoltre, la costante di Hubble è stata misurata in 67,80 ± 0,77 (km/s)/Mpc.
Le interpretazioni precedenti delle osservazioni astronomiche avevano indicato come l'età dell'universo fosse di 13,772 ± 0,059 miliardi di anni, (mentre il disaccoppiamento della luce e della materia, si veda CMBR, avvenne 380.000 anni dopo il Big Bang), e che il diametro dell'universo osservabile è di minimo 93 miliardi di anni luce. Secondo la relatività generale, lo spazio può espandersi con velocità maggiore di quella della luce, ma possiamo vederne solo una piccola porzione a causa delle limitazioni imposte dalla velocità della luce stessa. Dato che non è possibile effettuare osservazioni oltrepassando i limiti imposti dalla velocità della luce (e, in generale, di ogni radiazione elettromagnetica), non è possibile stabilire se le dimensioni dell'universo siano finite o infinite.

##### L'uso della teoria della Relatività generale
Una volta stabilita la predominanza della gravitazione nelle strutture cosmiche, per avere modelli accurati del passato e del futuro dell'universo bisogna avere una teoria anch'essa accurata della gravitazione dei corpi. La miglior teoria in merito è la teoria della relatività generale di Albert Einstein, la quale finora ha superato con successo ogni test sperimentale eseguito. Le previsioni cosmologiche effettuate con essa appaiono, con l'osservazione astronomica, corrette, così non vi sono ragioni per adottare una teoria differente.
La relatività generale richiede dieci equazioni differenziali parziali non lineari per la metrica spaziotemporale (Equazioni di campo) che, applicate al "sistema Universo", devono essere risolte con la distribuzione della massa - energia e della quantità di moto su tutto l'universo. Dato che queste non sono note in dettaglio, i modelli cosmologici si sono finora basati sul principio cosmologico, che afferma che l'universo è omogeneo e isotropo; ovvero che le galassie siano distribuite uniformemente su tutto l'universo, con la stessa densità media. Presumendo una polvere uniforme per tutto l'universo, le equazioni di campo di Einstein si riducono alle più semplici Equazioni di Friedmann e si può quindi prevedere facilmente il futuro dell'universo e conoscere anche con buona precisione il suo passato, sempre su scala cosmologica.
Le equazioni di campo di Einstein includono una costante cosmologica (Λ), che corrisponde ad una densità di energia dello spazio vuoto. In base al suo segno, la costante può ridurre (Λ negativo) o accelerare (Λ positivo) l'espansione dell'universo. Anche se molti scienziati, incluso Einstein, hanno sostenuto che Λ fosse uguale a zero, recenti osservazioni astronomiche di una supernova di tipo Ia hanno fatto individuare una buona quantità di energia oscura, la quale funziona da catalizzatrice per l'espansione dell'universo. Studi preliminari suggeriscono che l'energia oscura corrisponde ad un Λ positivo, anche se teorie alternative non si possono ancora escludere. Il fisico russo Jakov Borisovič Zel'dovič ha suggerito che Λ sia una misura di energia di punto zero associata con particelle virtuali della teoria quantistica dei campi, una diffusa energia del vuoto che esiste ovunque, anche nello spazio vuoto. Prova di questa energia di punto zero sarebbe osservabile nell'effetto Casimir.

##### La risoluzione dell'equazione di campo di Einstein
Le distanze fra le galassie aumentano con il passare del tempo (legge di Hubble). L'animazione a fianco illustra un universo chiuso di Friedman con costante cosmologica Λ uguale a zero.
Le equazioni di campo di Einstein legano la geometria ed in particolare la curvatura dello spaziotempo alla presenza di materia o energia. La curvatura dello spaziotempo è un parametro che può essere positivo, negativo o nullo. Semplificando lo spaziotempo (che è a quattro dimensioni) in una superficie bidimensionale (che è a due dimensioni) per ovvia comodità di rappresentazione, la curvatura si manifesta, su una superficie bidimensionale, nella somma degli angoli interni di un triangolo. In uno spazio piatto, ovvero "a curvatura nulla" (spazio euclideo, spaziotempo di Minkowski), la somma degli angoli interni di un triangolo è esattamente uguale a 180 gradi. In uno spazio curvo invece la somma degli angoli interni di un triangolo è maggiore o minore di 180 gradi secondo che la curvatura sia positiva o negativa (la differenza da questo ultimo valore è chiamato angolo di deficit). Una curvatura non nulla dello spaziotempo implica che questo debba essere studiato con le regole di una geometria non euclidea opportuna.
Le geometrie non euclidee devono essere quindi considerate nelle soluzioni generali dell'equazione di campo di Einstein.
In esse, il teorema di Pitagora per il calcolo delle distanze vale solamente su lunghezze infinitesime e deve essere "sostituito" con un più generale tensore metrico gμν, che può variare da luogo a luogo. Presumendo il principio cosmologico, secondo cui l'universo è omogeneo e isotropo, la densità di materia in ogni punto nello spazio è uguale ad ogni altro e quindi possono essere ricercate soluzioni simmetriche in cui il tensore metrico sarà costante ovunque nello spazio tridimensionale. Ciò porta a considerare un possibile tensore metrico chiamato Metrica di Friedmann - Lemaître - Robertson - Walker:
{\displaystyle ds^{2}=-c^{2}dt^{2}+R(t)^{2}\left({\frac {dr^{2}}{1-kr^{2}}}+r^{2}d\theta ^{2}+r^{2}\sin ^{2}\theta \,d\phi ^{2}\right)}
dove (r, θ, φ) corrispondono ad un sistema di coordinate sferico. Questa metrica ha solo due parametri indeterminati: una scala di lunghezza complessiva R che può variare con il tempo (che infatti compare come R(t), dove t indica il tempo) e un indice di curvatura k che può assumere solo i valori 0, 1 o -1, corrispondenti al piano della geometria euclidea o a spazi di curvatura positiva o negativa. Tramite questi due parametri, la metrica influenza la storia dell'universo, la quale verrà quindi dedotta calcolando R in funzione del tempo, assegnati i valori di k e della costante cosmologica Λ, che è un parametro delle equazioni di campo di Einstein. L'equazione che descrive come varia R nel tempo ( R(t) ) quando si assume il principio cosmologico, è più propriamente conosciuta come equazione di Friedmann, che è una forma particolare dell'Equazione di campo di Einstein.
Le soluzioni per R(t) dipendono da  k e da Λ, ma alcune caratteristiche qualitative di tali soluzioni sono generali. Prima e più importante, la lunghezza della scala R dell'Universo può rimanere costante solo se l'Universo è perfettamente isotropo, con curvatura positiva (k = 1), e con un preciso valore di densità uguale dappertutto; quest'osservazione fu fatta da Einstein. Anche questo equilibrio è tuttavia instabile, e d'altra parte l'Universo è noto per essere disomogeneo sulle scale più piccole; pertanto, in accordo con la relatività generale,  R deve cambiare. Quando R cambia, tutte le distanze spaziali nell'Universo cambiano in tandem: si registra un aumento globale o una contrazione dello spazio stesso. Questo spiega l'osservazione iniziale che le galassie si stanno allontanando tra di loro: lo spazio tra di loro si sta "stirando". Lo stiramento dello spazio spiega anche l'apparente paradosso per cui due galassie possono essere separate da 40 miliardi di anni luce anche se hanno iniziato la loro storia nello stesso punto 13 798 000 000 di anni fa e non si sono mai mosse più velocemente della luce.
La seconda caratteristica è che tutte le soluzioni suggeriscono la presenza nel passato di una singolarità gravitazionale: quando R va a 0, la materia e l'energia presenti nell'Universo divengono infinitamente dense. Può sembrare che questa conclusione sia dubbia, in quanto si basa su ipotesi discutibili di perfetta omogeneità e isotropia (principio cosmologico) e sull'idea che solo l'interazione gravitazionale sia significativa. Tuttavia, i Teoremi sulla singolarità di Penrose-Hawking indicano che una singolarità dovrebbe esistere anche sotto condizioni molto più generali. Pertanto, in base alle equazioni di campo di Einstein,  R è cresciuto rapidamente da uno stato di densità e calore inimmaginabili, esistente immediatamente dopo la singolarità. Questa è l'essenza del modello del Big Bang. Un comune errore che si fa pensando al Big Bang è che il modello preveda che la materia e l'energia siano esplose da un singolo punto nello spazio e nel tempo; in realtà, lo spazio stesso è stato creato nel Big Bang, intriso di una quantità fissa di energia e di materia distribuite inizialmente in modo uniforme; con l'espansione dello spazio (vale a dire, con l'aumento di  R (t)), la densità di materia e di energia diminuisce.
La terza caratteristica è che l'indice di curvatura k determina il segno della curvatura spaziale media dello spaziotempo su scale di lunghezza superiore al miliardo di anni luce. Se k = 1, la curvatura è positiva e l'Universo ha un volume finito. Questo tipo di Universo è spesso visualizzato come una sfera tridimensionale S3 incorporata in uno spazio quadridimensionale. Se  k è invece pari a zero o negativo, l'Universo può, in base alla sua topologia complessiva, avere un volume infinito. Può sembrare contro-intuitivo il fatto che un universo infinito e infinitamente denso possa essere stato creato in un solo istante con il Big Bang, quando R = 0, tuttavia ciò è ricavabile matematicamente ponendo k diverso da 1. Analogamente, un piano infinito ha curvatura nulla ma area infinita, un cilindro infinito è finito in una direzione, mentre un toro è finito in entrambe le direzioni. Un Universo toroidale potrebbe comportarsi come un universo con condizioni al contorno periodiche: un viaggiatore che attraversi un "confine" dello spazio riapparirebbe in un altro punto dello stesso Universo.

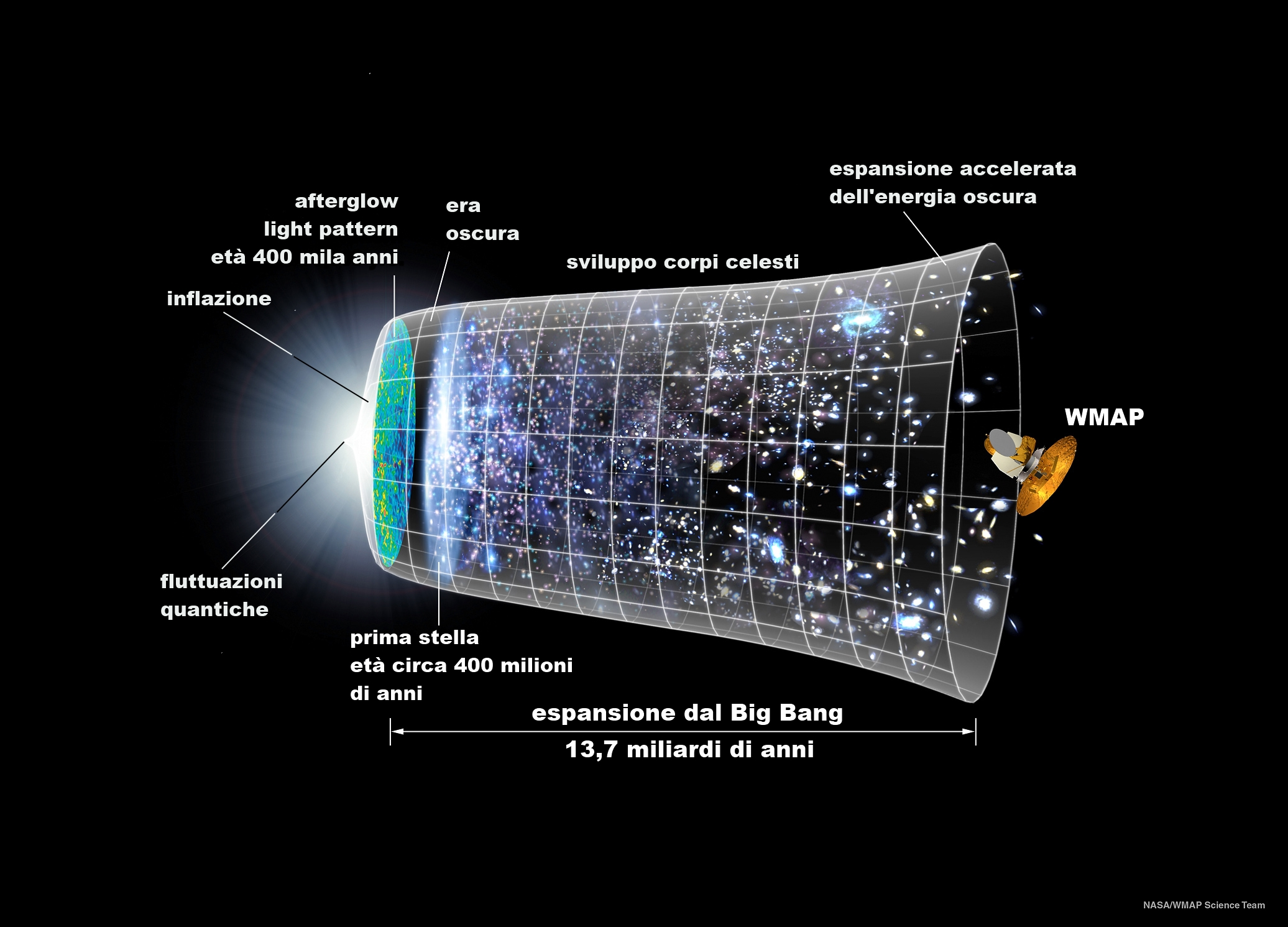
Modello (non in scala) di origine e espansione dello spaziotempo e della materia in esso contenuta. In questo diagramma il tempo aumenta da sinistra a destra, vengono rappresentate due dimensioni spaziali (una dimensione di spazio è stata soppressa); in tal modo, l'Universo ad un certo istante è rappresentato da una sezione circolare del diagramma.

Il destino ultimo dell'Universo è attualmente sconosciuto, in quanto dipende strettamente dall'indice di curvatura k e dalla costante cosmologica Λ, entrambi ancora non noti sperimentalmente con sufficiente precisione. Se l'Universo è abbastanza denso, k è uguale a 1, la sua curvatura media sarebbe positiva e l'Universo finirebbe per collassare in un Big Crunch, per poi eventualmente dar vita ad un nuovo Universo in un Big Bounce. Se invece l'Universo non è sufficientemente denso, k è uguale a 0 o a -1, l'Universo si espanderebbe all'infinito (Big Freeze), raffreddandosi fino a diventare inospitale per tutte le forme di vita, le stelle si spegnerebbero e la materia finirebbe in buchi neri (secondo alcuni, come Lee Smolin, ogni buco nero potrebbe generare a sua volta un nuovo universo). Come osservato in precedenza, dati recenti suggeriscono che la velocità di espansione dell'Universo non è in calo come originariamente previsto, ma in aumento. Se la velocità di espansione continuasse ad aumentare indefinitamente, l'Universo si espanderebbe in modo tale da "fare a brandelli" tutta la materia: (Big Rip). Sulla base delle recenti osservazioni, l'Universo sembra avere una densità vicina al valore critico che separa il collasso (Big Crunch) dall'espansione eterna (Big Freeze); per comprendere quindi l'effettivo destino dell'universo sono necessarie osservazioni astronomiche più precise.

##### Il modello
Il modello prevalente del Big Bang tiene conto di molte delle osservazioni sperimentali sopra descritte, come ad esempio la correlazione tra distanza e redshift delle galassie, il rapporto universale tra il numero di atomi di idrogeno e quello di atomi di elio, e la presenza dell'isotropica radiazione cosmica di fondo. Come notato sopra, il redshift deriva dall'espansione metrica dello spazio: con l'espansione dello spazio, la lunghezza d'onda di un fotone viaggiante attraverso lo spazio aumenta in maniera analoga, e il fotone diminuisce la sua energia. Più a lungo un fotone ha viaggiato, più è grande l'espansione che ha subito; di conseguenza, i fotoni delle galassie più distanti vengono spostati verso le lunghezze d'onda più basse; si dice "spostati verso il rosso", ovvero, con un anglicismo, sono "red-shiftati". Determinare la correlazione tra distanza e spostamento verso il rosso è un importante problema sperimentale di cosmologia fisica.

Principali reazioni nucleari responsabili delle abbondanze relative dei nuclei atomici visibili osservati in tutto l'Universo.

Le altre due osservazioni sperimentali possono essere spiegate combinando l'espansione globale dello spazio con la fisica nucleare e la fisica atomica. Con l'espansione dell'Universo, la densità di energia della radiazione elettromagnetica diminuisce più velocemente rispetto a quella della materia, in quanto l'energia di un fotone diminuisce con la sua lunghezza d'onda. Quindi, anche se la densità di energia dell'Universo è ora dominata dalla materia, un tempo era dominata dalla radiazione; poeticamente parlando, tutto era luce. Durante l'espansione dell'universo, la sua densità di energia è diminuita ed è diventato più freddo; in tal modo, le particelle elementari della materia si sono potute associare stabilmente in combinazioni sempre più grandi. Pertanto, nella prima parte dell'epoca dominata dalla materia, si sono formati protoni e neutroni stabili, che si sono poi associati in nuclei atomici. In questa fase, la materia dell'Universo era principalmente un caldo, denso plasma di elettroni negativi, neutrini neutri e nuclei positivi. Le reazioni nucleari tra i nuclei hanno portato alle abbondanze presenti dei nuclei più leggeri, in particolare dell'idrogeno, del deuterio e dell'elio. Elettroni e nuclei si sono infine combinati per formare atomi stabili, che sono trasparenti alla maggior parte delle lunghezze d'onda della radiazione; a questo punto, la radiazione si disaccoppiò quindi dalla materia, formando l'onnipresente, isotropico sfondo di radiazione a microonde osservato oggi.
Altre osservazioni non hanno ancora una risposta definitiva dalla fisica conosciuta. Secondo la teoria prevalente, un leggero squilibrio della materia sull'antimateria era presente alla creazione dell'Universo, o si sviluppò poco dopo, probabilmente a causa della violazione di CP osservata dai fisici delle particelle. Anche se materia e antimateria si sono in gran parte annientate l'una con l'altra, producendo fotoni, una piccola quantità di materia è così sopravvissuta, dando l'attuale Universo dominato dalla materia. Molte evidenze sperimentali suggeriscono che una rapida inflazione cosmica dell'Universo avvenne molto presto nella sua storia (circa 10−35 secondi dopo la sua creazione). Recenti osservazioni suggeriscono anche che la costante cosmologica (Λ) non è pari a zero e che il contenuto netto di massa-energia dell'Universo sia dominato da una energia oscura e da una materia oscura che non sono state ancora caratterizzate scientificamente. Esse differiscono nei loro effetti gravitazionali. La materia oscura gravita come la materia ordinaria e rallenta quindi l'espansione dell'Universo; al contrario, l'energia oscura accelera l'espansione dell'Universo.

### Metodi di osservazione e misurazione
Lo studio dell’universo si basa su una vasta gamma di strumenti e tecniche osservazionali che permettono di raccogliere dati su fenomeni a scale e distanze estremamente grandi. I telescopi ottici sono tra i principali strumenti impiegati per osservare la luce visibile emessa da stelle, galassie e altri corpi celesti. Essi sono spesso integrati da telescopi che operano in altre bande dello spettro elettromagnetico, come i raggi X, i raggi gamma, l’infrarosso e le onde radio, per ottenere una visione più completa e dettagliata dell’universo.
La spettroscopia è una tecnica fondamentale che consente di analizzare la composizione chimica, la velocità, la temperatura e altre proprietà degli oggetti celesti attraverso lo studio delle linee spettrali emesse o assorbite dalla materia. Attraverso il redshift, la spettroscopia permette anche di misurare l’espansione dell’universo e di determinare le distanze cosmiche..
Un avanzamento cruciale nella misurazione dell’universo è stato l’uso delle onde gravitazionali, increspature nello spazio-tempo previste dalla teoria della relatività generale di Einstein e rilevate per la prima volta nel 2015 dagli interferometro LIGO. Queste onde forniscono informazioni dirette su eventi catastrofici come la fusione di buchi neri e stelle di neutroni, aprendo una nuova finestra osservativa sull’universo.
Infine, la radiazione cosmica di fondo a microonde (CMB) rappresenta una delle fonti di dati più importanti per la cosmologia moderna. Questa radiazione residua del Big Bang fornisce una mappa dettagliata dell’universo primordiale e consente di testare modelli cosmologici con elevata precisione. Missioni come WMAP e Planck hanno prodotto mappe di altissima risoluzione della CMB, contribuendo in modo decisivo alla nostra comprensione della composizione e dell’evoluzione dell’universo.
Questi metodi, combinati tra loro, permettono di studiare l’universo in modo sempre più dettagliato e preciso, ampliando la nostra conoscenza sia delle sue strutture a larga scala sia dei processi fondamentali che ne regolano la dinamica.

## Storia delle concezioni cosmologiche
Nel corso della storia, il termine universo ha assunto significati diversi a seconda delle epoche. Prima del XVII secolo era identificato con il sistema solare, comprendente i cinque pianeti conosciuti, la Luna, il Sole e le stelle fisse visibili sulla sfera celeste, la cui distanza era ignota. Una svolta nella comprensione dell’Universo si ebbe nel 1610, quando Galileo, osservando la Via Lattea con il suo cannocchiale, scoprì che quella tenue luminosità lattiginosa era costituita da un’immensa quantità di stelle.

### La Creazione
Molte culture hanno storie che descrivono l'origine del mondo, le quali possono essere raggruppate sommariamente in tipologie comuni. Una di queste è la nascita del mondo da un uovo cosmico; esempi di storie relative a questa tipologia sono il poema epico finlandese Kalevala, la storia cinese di Pangu e l'indiano Brahmanda Purana. La Creazione può venire provocata da una singola entità, la quale emana o produce qualcosa da essa stessa, come nel caso del Buddhismo tibetano (Adi-Buddha) o di Gaia, del mito azteco di Coatlicue, della divinità egiziana Atum o della Genesi ebraico-cristiana. In altri tipi di storie, il mondo viene creato dall'unione di una divinità maschile e di una femminile, come nella narrazione mitologica Maori di Rangi e Papa. In altre storie ancora, l'universo è creato dalla lavorazione di "materiale" preesistente, come nella narrazione epica babilonese Enūma eliš, in quella norrena del gigante Ymir e nella storia di Izanagi e Izanami della mitologia giapponese; altre volte l'universo ha origine da principi fondamentali: si vedano ad esempio Brahman e Prakṛti, o lo yin e lo yang del Tao.

### Modelli filosofici
Dal VI secolo a.C., i Presocratici svilupparono il primo modello filosofico conosciuto dell'universo. Gli antichi filosofi greci notarono che l'apparenza poteva ingannare e che doveva essere compresa per delineare la realtà dietro l'apparenza stessa. In particolare, notarono l'abilità delle cose di mutare forma (come il ghiaccio, in acqua e poi in vapore) e diversi filosofi proposero che tutti gli apparentemente differenti materiali del mondo fossero forme diverse di un singolo materiale primordiale, chiamato Archè. Il primo a pensare ciò fu Talete, il quale affermò che questo materiale era l'acqua. Uno studente di Talete, Anassimandro, propose che ogni cosa provenisse dall'illimitato Ápeiron. Anassimene di Mileto, invece, propose l'aria come Arché, a causa delle sue qualità percepite attrattive e repulsive che le permetteva di condensarsi e dissociarsi in forme differenti.
Anassagora propose il principio dell'intelletto cosmico mentre Eraclito affermò che l'Arché fosse il fuoco (e parlò anche di Logos). Empedocle propose quattro elementi: terra, acqua, aria e fuoco, dando così vita ad una credenza molto popolare. Come Pitagora, Platone credeva che tutte le cose erano composte da numeri, trasformando gli elementi di Empedocle in "solidi". Leucippo, Democrito, e altri filosofi successivi - tra cui Epicuro -, proposero che l'universo fosse composto da elementi invisibili, gli atomi, i quali si muovono all'interno del vuoto. Aristotele invece non credeva che fosse possibile in quanto l'aria, come l'acqua, generava una resistenza al moto. L'aria infatti si precipita a riempire un vuoto e, facendo ciò, il suo moto è indefinitivamente veloce e privo di resistenze.
Anche se Eraclito parla di cambiamenti eterni, Parmenide, suo quasi contemporaneo, dà un radicale suggerimento, affermando che tutti i cambiamenti sono un'illusione e che la vera realtà è eternamente immutata e di una natura singola. Parmenide chiama questa realtà "Essere". La teoria di Parmenide sembrò implausibile a molti Greci ma un suo studente, Zenone di Elea sostenne questa teoria con diversi e famosi paradossi, i Paradossi di Zenone. Aristotele rispose a questi paradossi sviluppando la nozione di una potenziale infinità numerabile, un esempio della quale è il concetto di continuo infinitamente divisibile. Diversamente dall'eterno e immutabile ciclo del tempo, egli credeva che il mondo fosse delimitato da sfere celesti.
Il filosofo indiano Kanada, fondatore della scuola Vaiśeṣika, sviluppò una teoria di atomismo e propose la luce e il calore come varietà della stessa sostanza. Nel V secolo d.C., il filosofo buddhista Dignaga affermò che l'atomo è un punto adimensionale fatto di energia. Negò quindi l'esistenza di una sostanza materiale e affermò che il movimento consisteva in flash momentanei di un flusso di energia.
La teoria del finitismo temporale si ispirò alla dottrina della Creazione tipica delle tre religioni abramitiche: giudaismo, cristianesimo e islamismo. Il filosofo cristiano Giovanni Filopono presentò un'argomentazione filosofica contro la nozione greca di un infinito passato ed un infinito futuro. L'argomentazione contro il passato fu creata dal filosofo islamico al-Kindi, dal filosofo ebraico Saadya Gaon e dal teologo islamico Al-Ghazali. Facendosi prestare la "fisica" e la "metafisica" aristoteliche, idearono due argomentazioni logiche contro l'infinitezza del passato, la prima delle quali "argomenta dell'impossibilità dell'esistenza di un infinito attuale", che afferma:
"Un infinito attuale non può esistere."
"Un infinito regresso temporale di eventi è un infinito attuale."
{\displaystyle \Rightarrow } "Un infinito regresso temporale di eventi non può esistere."
La seconda argomentazione "argomenta dell'impossibilità di completare un infinito attuale con un'adduzione successiva":
"Un infinito attuale non può essere completato da una successiva aggiunta."
"Le serie temporali dei passati esempi è stata completata da aggiunte successive."
{\displaystyle \Rightarrow } "Le serie temporali dei passati eventi non può essere un infinito attuale."
Entrambe le argomentazioni furono adottate dai filosofi e teologi cristiani e la seconda argomentazione, in particolare, divenne molto famosa dopo che essa fu adottata da Immanuel Kant nelle sue famose tesi sulla prima antinomia sul tempo.

### Modelli astronomici

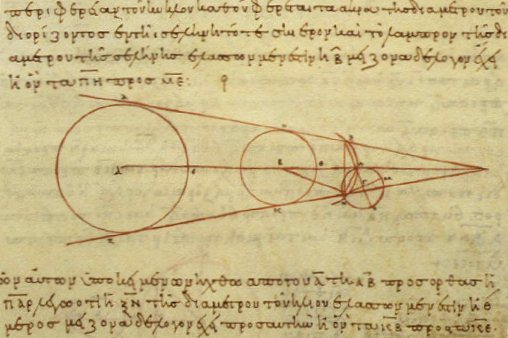
Calcoli di Aristarco su Sole, Terra e Luna, da una copia greca del X secolo d.C.

Dei primi modelli astronomici dell'universo furono proposti dagli astronomi babilonesi che vedevano l'universo come un disco piatto posato su un oceano; tale idea fu la premessa per le mappe di Anassimandro ed Ecateo di Mileto.
In seguito, i filosofi greci, osservando i moti dei corpi celesti, si concentrarono su modelli di universo sviluppati molto più profondamente su prove empiriche. Il primo modello coerente fu proposto da Eudosso di Cnido. Secondo l'interpretazione fisica di Aristotele del modello, delle sfere celesti ruotano eternamente con moto uniforme attorno ad una Terra immobile, mentre gli elementi classici sono contenuti interamente nella sfera terrestre. Questo modello fu rifinito da Callippo di Cizico e dopo che le sfere concentriche furono abbandonate, fu portato al quasi perfetto accordo con le osservazioni astronomiche da Claudio Tolomeo. Il successo di questo modello è largamente dovuto alla matematica: ogni funzione (come la posizione di un pianeta) può essere decomposta in una serie di funzioni circolari (serie di Fourier). Altri filosofi greci, come il pitagorico Filolao affermarono che al centro dell'universo vi era un "fuoco centrale" attorno cui la Terra, il Sole, la Luna e gli altri pianeti rivoluzionano in un moto uniforme circolare. L'astronomo greco Aristarco di Samo fu il primo a proporre un modello eliocentrico. Anche se il testo originale è stato perso, un riferimento in un testo di Archimede descrive la teoria eliocentrica di Aristarco. Archimede scrive:
Aristarco quindi credeva che le stelle fossero molto distanti e attribuiva a questa lontananza il fatto che non si riuscisse a misurare alcun moto stellare di parallasse, il quale è un movimento apparente delle stelle determinato dal movimento della Terra attorno al Sole. Le stelle sono infatti molto più distanti rispetto a quanto si potesse immaginare nei tempi antichi e la loro parallasse è così piccola che poté essere misurata solo nel XVIII secolo. Il modello geocentrico, invece, forniva una valida spiegazione della non osservabilità del fenomeno della parallasse stellare. Il rifiuto della concezione eliocentrica fu apparentemente abbastanza forte, come il seguente passaggio di Plutarco suggerisce:
L'unico astronomo conosciuto dell'antichità che abbia supportato il modello eliocentrico di Aristarco fu Seleuco di Seleucia, un astronomo greco che visse un secolo dopo Aristarco stesso. Secondo Plutarco, Seleuco fu il primo a dare prova della correttezza del sistema eliocentrico attraverso il ragionamento ma non si ha conoscenza di quali argomentazioni abbia usato. Tali argomenti a favore della teoria eliocentrica furono probabilmente legati al fenomeno delle maree. Secondo Strabone, Seleuco fu il primo ad affermare che le maree sono dovute all'attrazione della Luna e che la loro altezza dipende dalla posizione della Luna rispetto al Sole. In alternativa, avrebbe potuto provare la teoria eliocentrica determinando la costante di un modello geometrico della teoria eliocentrica e sviluppando metodi per determinare le posizioni planetarie usando questo modello, come ciò che avrebbe fatto in seguito Corpernico nel XVI secolo. Durante il Medioevo, il modello eliocentrico poteva essere proposto solo dall'astronomo indiano Aryabhata e dai persiani Abu Ma'shar al-Balkhi e Al-Sijzi.

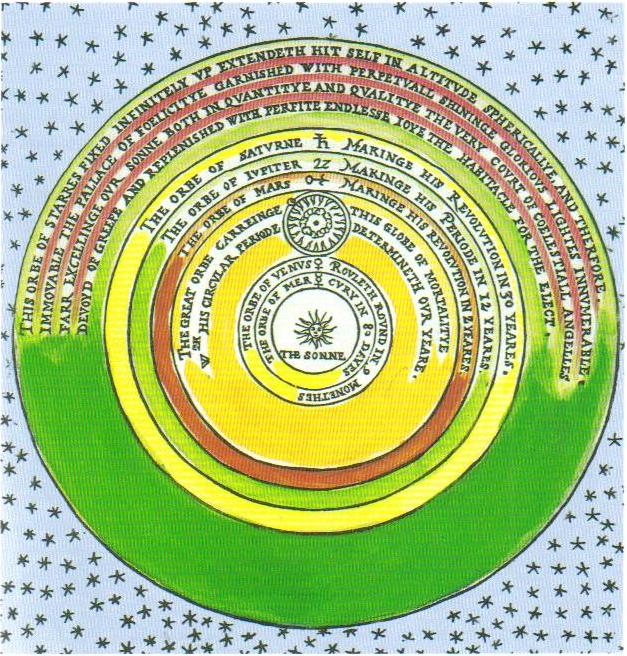
Modello dell'universo copernicano di Thomas Digges, disegnato nel 1576, con un miglioramento ovvero le stelle non sono confinate in sfere ma disseminate uniformemente per tutto lo spazio circostante i pianeti.

Il modello aristotelico fu accettato nel mondo occidentale per circa due millenni, finché Copernico non ravvivò la teoria di Aristarco che i dati astronomici potevano essere spiegati più plausibilmente se la Terra ruotava attorno al proprio asse e se il Sole fosse posizionato al centro dell'universo.
(Nicola Copernico Capitolo 10, Libro 1, De Revolutionibus Orbium Coelestrum (1543))
Come fa notare Copernico stesso, l'idea che la Terra ruoti era molto antica, databile almeno fin da Filolao (circa 450 a.C.), Eraclide Pontico (circa 350 a.C.) ed Ecfanto di Siracusa. Circa un secolo prima di Copernico, uno studioso cristiano, Nicola Cusano, aveva anch'esso proposto che la Terra ruotasse attorno al proprio asse nel suo stesso testo, La Dotta Ignoranza (1440). Anche Aryabhata (476 - 550), Brahmagupta (598 - 668), Abu Ma'shar al-Balkhi e Al-Sijzi avevano presunto che la Terra ruotasse attorno al proprio asse. La prima prova empirica della rotazione della Terra, ottenuta osservando le comete, fu data da Nasir al-Din al-Tusi (1201 - 1274) e da Ali Qushji (1403 - 1474).

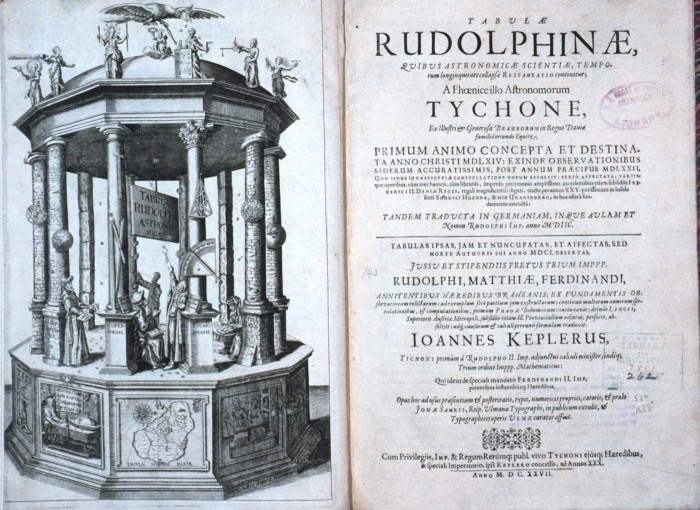
Giovanni Keplero pubblicò le Tavole rudolfine contenente un catalogo di stelle e tavole planetarie realizzate usando le misurazioni di Tycho Brahe.

Questa cosmologia era accettata da Isaac Newton, Christiaan Huygens e altri scienziati. Edmund Halley (1720) e Jean-Philippe Loys de Chéseaux (1744) notarono, indipendentemente, che il presupposto di uno spazio infinito e saturo, uniforme con le stelle, avrebbe portato alla conclusione che il cielo notturno avrebbe dovuto essere luminoso come quello durante il dì; questa analisi divenne nota, nel XIX secolo come il Paradosso di Olbers. Newton credeva che uno spazio infinito uniformemente saturo con la materia avrebbe causato infinite forze ed infinita stabilità che avrebbe portato la materia a condensarsi verso l'interno a causa della sua stessa gravità. Questa instabilità fu chiarita nel 1902 dal criterio dell'instabilità di Jeans. Una soluzione a questo paradosso è l'universo di Charlier, in cui la materia è organizzata gerarchicamente (sistemi di corpi orbitanti che sono loro stessi in orbita in sistemi più grandi, ad infinitum) in un frattale come ad esempio quello in cui l'universo ha una densità complessiva trascurabile; un modello cosmologico simile fu proposto precedentemente, nel 1761, da Johann Heinrich Lambert. Un avanzamento astronomico significativo del XVIII secolo si ebbe con le nebulose, su cui discussero anche Thomas Wright e Immanuel Kant.
La cosmologia fisica dell'era moderna cominciò nel 1917, quando Albert Einstein per primo applicò la sua teoria generale della relatività per modellare strutture e dinamiche dell'universo.

## Multiverso e speculazioni
Al confine tra fisica teorica, cosmologia e filosofia emergono teorie speculative come il multiverso, che postulano l’esistenza di più universi con caratteristiche differenti:
- La "multiplazione inflazionaria", derivata dai modelli di inflazione eterna proposti da Alan Guth e Andrei Linde, suggerisce che il nostro universo sia solo una “bolla” nata da una regione in cui l’inflazione si è interrotta. Nel frattempo, l’inflazione continua altrove, dando origine a bolle separate con costanti fisiche e storie diverse, formando un multiverso. Quest’idea risponde a questioni di “fine-tuning” delle costanti fisiche, ma solleva problemi epistemologici sulla capacità di conferma o confutazione empirica.[131][132]
- Il "paesaggio delle stringhe" (string theory landscape) nasce dalla grande molteplicità di soluzioni possibili nella teoria delle stringhe, ognuna corrispondente a un universo con leggi fisiche diverse. Tale scenario è stato promosso come spiegazione selettiva (antropica) della nostra esistenza in un universo "ospitale", ma critici come Lee Smolin e David Gross evidenziano come esso rischi di compromettere la predittività scientifica.[133][134][135]

Queste teorie, pur generando un vivace dibattito, condividono sfide epistemologiche comuni: la mancanza di test empirici diretti al momento, l’eccessiva complessità potenziale, e la difficoltà di delimitare confini scientifici tra fisica e metafisica.

## Forma dell'universo
Un'importante domanda della cosmologia per ora senza risposta è quella della forma dell'universo, ovvero di quale sia la combinazione di curvatura e topologia che lo domina. Intuitivamente, ci si chiede quanto le relazioni tra i suoi punti rispecchino le regole della geometria euclidea o piuttosto quelle di altre geometrie, e, per quanto riguarda la topologia, ci si può chiedere ad esempio se l'universo è fatto di un solo "blocco", oppure se invece presenta "strappi" di qualche genere.
La forma o geometria dell'Universo include sia la geometria locale dell'Universo osservabile sia la geometria globale, che possiamo essere o non essere in grado di misurare. Formalmente, lo scienziato indaga quale 3-varietà corrisponde alla sezione spaziale in coordinate comoventi dello spaziotempo quadridimensionale dell'Universo. I cosmologi normalmente lavorano con una data fetta di spazio-tempo di tipo spazio chiamata coordinata comovente. In termini osservativi, la sezione dello spazio-tempo che si può osservare è il cono di luce passato (i punti all'interno dell'orizzonte cosmologico, dato un certo tempo per raggiungere l'osservatore). Se l'universo osservabile è più piccolo dell'intero Universo (in alcuni modelli è di molti ordini di grandezza inferiore), non si può determinare la struttura globale mediante l'osservazione: ci si deve limitare a una piccola regione.
Tra i modelli di Friedmann–Lemaître–Robertson–Walker (FLRW), la forma di universo attualmente più popolare tra quelle trovate per contenere i dati osservativi, tra i cosmologi, è il modello piatto infinito, mentre altri modelli FLRW includono lo spazio di Poincaré dodecaedrico e il Corno di Picard. I dati che si adattano a questi modelli FLRW di spazio includono in particolare le mappe della radiazione cosmica di fondo della sonda Wilkinson Microwave Anisotropy Probe (WMAP). La NASA ha pubblicato i primi dati del WMAP relativi alle radiazioni cosmiche di fondo nel febbraio 2003. Nel 2009 è stato lanciato l'osservatorio Planck per osservare il fondo a microonde a una più alta risoluzione di WMAP, possibilmente fornendo maggiori informazioni sulla forma dell'Universo. I dati sono stati poi pubblicati a marzo del 2013 - si veda il paragrafo Storia della sua osservazione.

## Universo nella cultura
L’universo ha stimolato per secoli l’immaginazione e la creatività umana, diventando un tema ricorrente nella letteratura, nell’arte, nella musica, nella fantascienza e nella cultura popolare. Le sue rappresentazioni variano dal misterioso al metafisico, dal scientifico al simbolico.

### Letteratura
Nella Divina Commedia, Dante raffigura un universo ordinato e finemente strutturato, dove ogni corpo celeste ha un ruolo preciso nell’ascensione morale e spirituale dell’anima. Il cosmo è modellato secondo la visione tolemaica e riflette l’armonia dell’ordine divino.
Lo scrittore e poeta argentino Jorge Luis Borges, in racconti come La biblioteca di Babele immagina un universo infinito sotto forma di biblioteca, una metafora dell’inesauribilità del sapere e del caos dell’informazione..
In epoca contemporanea, Italo Calvino nella raccolta Le cosmicomiche costruisce racconti paradossali e poetici partendo da ipotesi scientifiche sull’origine e l’evoluzione dell’universo, giocando con le leggi cosmiche per esplorare i limiti del linguaggio e della percezione.

### Arte

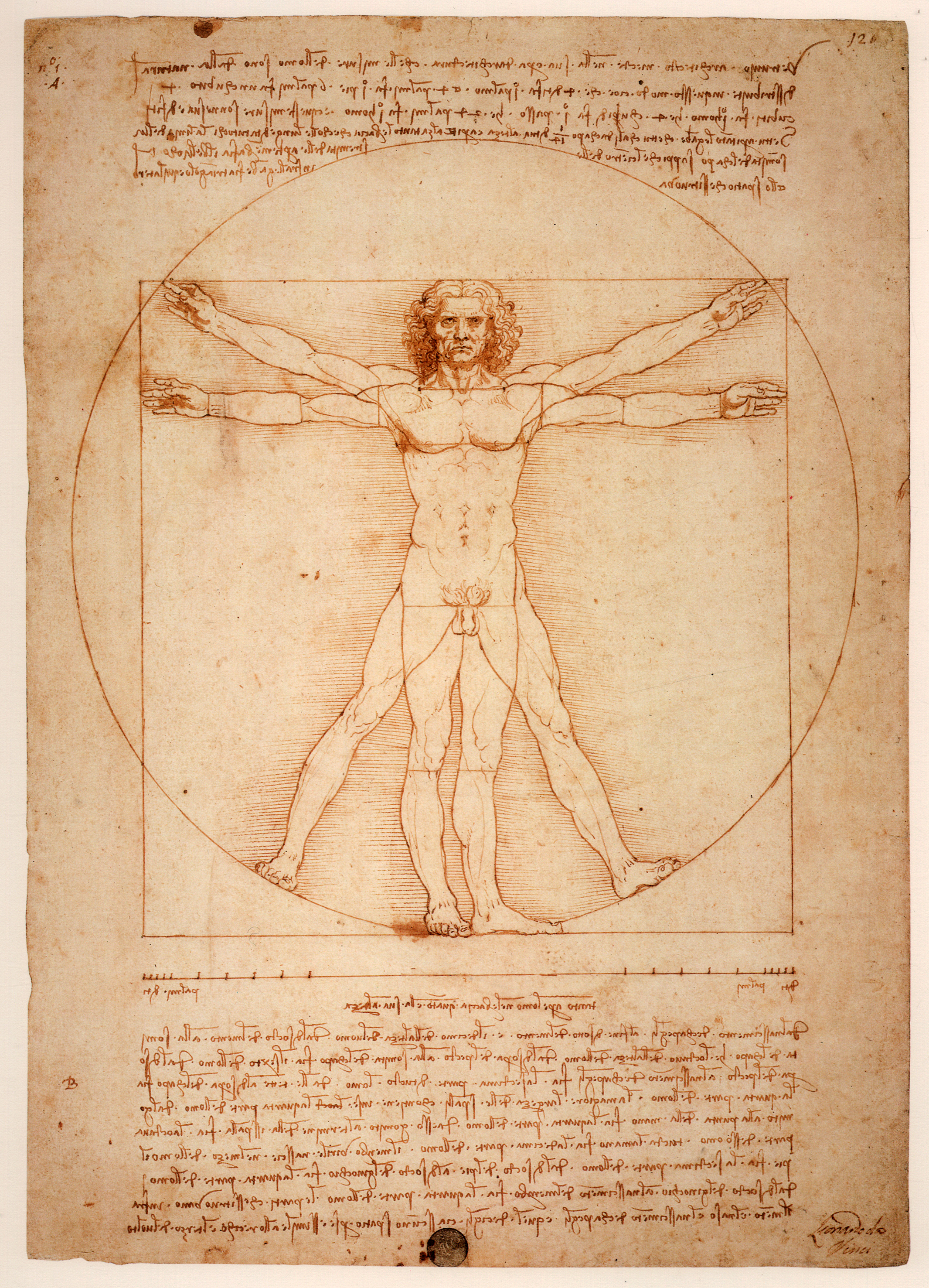
Uomo vitruviano (Leonardo da Vinci, 1490), Gallerie dell'Accademia, Venezia.

Durante il Rinascimento, opere come l’Uomo vitruviano di Leonardo da Vinci cercano di stabilire un parallelismo tra microcosmo (uomo) e macrocosmo (universo), rappresentando l’armonia delle proporzioni come riflesso dell’ordine cosmico.
Nel Novecento, artisti come M.C. Escher hanno esplorato temi come l’infinito e la curvatura dello spazio attraverso litografie e incisioni che evocano strutture impossibili e universi alternativi.
Il pittore spagnolo Salvador Dalí ha invece rielaborato suggestioni dalla relatività e dalla fisica quantistica nelle sue tele, come nel dipinto Galatea con sfere del 1952.

### Musica
Nel primo Novecento, Gustav Holst compose la suite orchestrale I pianeti (The Planets), dove ogni movimento è ispirato alle qualità astrologiche (più che astronomiche) dei pianeti del sistema solare, creando un’opera che unisce misticismo e maestosità cosmica.
In epoca contemporanea, progetti come Symphonies of the Planets della NASA hanno trasformato le onde radio raccolte da sonde spaziali in suoni udibili, dando vita a un’inedita forma di "musica cosmica".

### Fantascienza
La fantascienza ha offerto scenari alternativi e spesso visionari dell’universo, affrontando temi come l’origine della vita, i viaggi interstellari e i paradossi temporali. Nel romanzo 2001: Odissea nello spazio del 1968, da cui è stato tratto l'omonimo film, l'autore Arthur C. Clarke esplora l’evoluzione della coscienza e l’intervento di intelligenze extraterrestri, in una narrazione che fonde rigore scientifico e simbolismo mistico.
Universi complessi e stratificati come quello di Guerre stellari del 1977 o Dune del 1984 offrono invece una riflessione socio-politica e mitologica proiettata nello spazio profondo..
Il film Interstellar del 2014 propone un’interpretazione visuale e narrativa del tempo, della gravità e dei buchi neri ispirata alla relatività generale, avvalendosi anche della consulenza scientifica del fisico statunitense Kip Thorne.

### Cultura popolare
Nella cultura pop, l’universo è spesso trattato con ironia o stupore: la serie animata statunitense 'Rick and Morty utilizza il concetto di multiverso per esplorare paradossi scientifici e morali in chiave satirica.

Anche nei social media, il linguaggio cosmico è stato adottato per veicolare concetti esistenziali o umoristici, come nei meme ispirati al "galaxy brain" o nei contenuti divulgativi virali sulla fisica quantistica e l’universo osservabile.

### Altre letture
- Steven Weinberg, The First Three Minutes: A Modern View of the Origin of the Universe, 2nd updated, New York, Basic Books, 1993, ISBN 978-0-465-02437-7, OCLC 28746057. For lay readers.
- Harry Nussbaumer, Lydia Bieri e Allan Sandage, Discovering the Expanding Universe, Cambridge University Press, 2009, ISBN 978-0-521-51484-2.